# Lựa chọn của trái tim
Lựa chọn của trái tim (tiếng Anh: The Choice) là một bộ phim chính kịch lãng mạn của Mỹ năm 2016 do Ross Katz đạo diễn và Bryan Sipe viết kịch bản, dựa trên cuốn tiểu thuyết cùng tên năm 2007 của Nicholas Sparks về hai người hàng xóm yêu nhau ngay trong lần đầu gặp mặt. Phim có sự tham gia của Benjamin Walker, Teresa Palmer, Maggie Grace, Alexandra Daddario, Tom Welling và Tom Wilkinson.